# Percy Jackson: Zloděj blesku (kniha)
Percy Jackson: Zloděj blesku (v anglickém originále The Lightning Thief) je první díl knižní série pro mládež Percy Jackson a Olympané amerického spisovatele Ricka Riordana. Kniha vyšla poprvé v roce 2005, česky pak v roce 2009 v nakladatelství Fragment.

## Děj
Percy Jackson na akademii Yancy na Long Islandu zažije něco, co změní od základu jeho život. Jeho učitelka se promění v nebezpečnou nestvůru, která ho chce zabít. Všichni mu ale namluví, že se mu to jen zdálo a Percy uvěří, že má prostě jen podivné halucinace. Tak proč se sakra všichni chovají tak divně? A proč se jeho matka tak taky chová? Po boji s Mínotaurem se dozví, že je polobůh, a ke všemu je ještě obviněn z krádeže božské zbraně, Diova blesku. Dostane se do tábora Polokrevných (jahodovou farmu), kde potká kentaura Cheirona, Athéninu dceru Annabeth a Hermova syna Luka, který ho přijme jako vedoucí srubu číslo 11. Při prvním boji o vlajku zjistí, že jeho otcem je Poseidón, což znamená, že jeho otec porušil přísahu, ke které se zavázal po druhé světové válce, která měla být podle knihy způsobena bojem dětí z Velké trojky (Zeus, Hádés, Poseidón). Percy je přinucen jít až do podsvětí a postavit se vládci mrtvých, Hádovi. Číhá ale nebezpečí opravdu tam?